# Daar zaten zeven kikkertjes

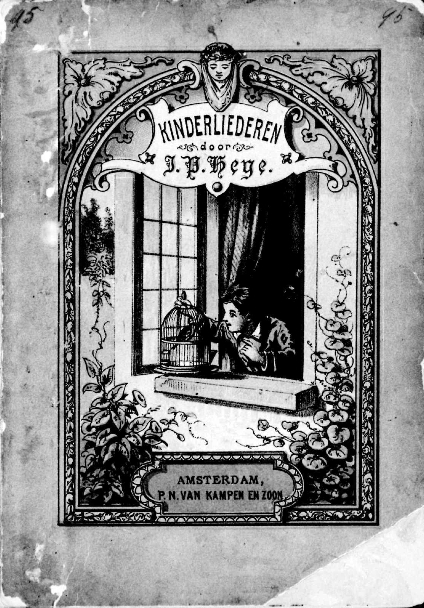
Jan Pieter Heije, Kinderliederen (druk van 1847; 1e druk 1843). Geïllustreerd voorblad.

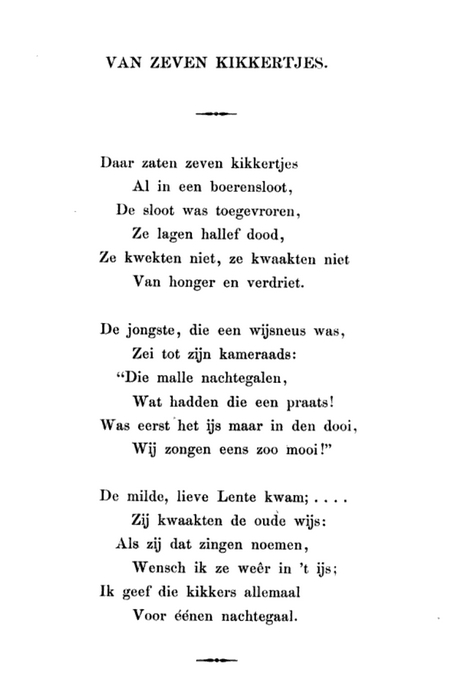
Het kinderliedje 'Daar zaten zeven kikkertjes / Al in een boerensloot' in de bundel Al die kinderliederen (1861). In 1912 werd dit liedje opgenomen in Kun je nog zingen, zing dan mee! Voor jonge kinderen.

Daar zaten zeven kikkertjes / Al in een boerensloot is een kinderliedje van de Amsterdamse arts Jan Pieter Heije. Het verscheen in zijn kinderliedboekje Kinderliederen (1843). In de druk van 1863 werd het liedje getoonzet door L. van der Wulp en in de uitgave van 1867 door T. Steenhuis.
Het liedje gaat over zeven kikkers in een bevroren sloot, die van de honger niet meer kunnen kwaken. De tweede strofe draait dan om het jongste kikkertje, dat denkt dat hij, zogauw de lente aanbreekt, mooier zal kunnen zingen dan een nachtegaal. De ik-verteller verkiest echter één zingende nachtegaal boven zeven kwakende kikkers.
Uit hetzelfde kinderliedboekje, eveneens van de hand van Heije, zijn de kinderliedjes 'Klein vogelijn, op groenen tak'; 'Tusschen Keulen en Parijs' en het sinterklaasliedje 'Zie, de maan schijnt door de boomen'.

## Verspreiding en vindplaatsen van het liedje
Het kinderliedje 'Daar zaten zeven kikkertjes' kwam al snel terecht in de mondelinge overlevering. In 1880 tekende Goeverneur het op uit de volksmond (in Kinderdeuntjes en wiegeliedjes) en voor 1894 noteerde Van Vloten het in de kinderkamer (voor Nederlandsche baker- en kinderrijmen). Ook in de Collectie Hichtum en de Collectie Boekenoogen (beide verzameld rond 1900) is het liedje meerdere malen opgenomen. Met name het eerste couplet werd bekend.
Het liedje werd ook opgenomen in de schoolliedbundel Kun je nog zingen, zing dan mee! Voor jonge kinderen (samengesteld door Jan Veldkamp en Klaas de Boer, 1912). Dit liedboek werd in de loop van vijftig jaar zevenmaal herdrukt, waardoor het liedje zich in bredere kring (onder meer onder schoolkinderen) kon verspreiden. In deze liedbundel waren wel alle drie de coupletten opgenomen.

## Liedtekst
De liedtekst zoals die werd afgedrukt in Heijes verzameld werk Al de kinderliederen (1861) gaat als volgt:
Daar zaten zeven kikkertjes
Al in een boerensloot,
De sloot was toegevroren,
Ze lagen hallef dood,
Ze kwekten niet, ze kwaakten niet
Van honger en verdriet.
De jongste, die een wijsneus was,
Zei tot zijn kameraads:
‘Die malle nachtegalen,
Wat hadden die een praats!
Was eerst het ijs maar in den dooi,
Wij zongen eens zoo mooi!’
De milde, lieve Lente kwam;
Zij kwaakten de oude wijs:
Als zij dat zingen noemen,
Wensch ik ze weêr in 't ijs;
Ik geef die kikkers allemaal
Voor éénen nachtegaal.
In de gezongen versie worden de eerste twee regels herhaald aan het einde van elke strofe.

### Varianten
Liedjes die mondeling worden doorgegeven, kennen vaak vele (plaatsgebonden en/of tijdgebonden) varianten in zowel tekst als melodie. Voorbeelden van tekstvarianten:
r. 1:
Er zaten
r. 3:
De sloot die was bevroren
r. 4:
De kikkertjes hallef dood
r. 5:
ze kwakten niet